# فهرست استانداران مازندران
این فهرست اسامی استانداران استان مازندران، (از سال تشکیل استان در سال ۱۳۱۶ تاکنون) می‌باشد. پیش از انقلاب اسلامی ۱۷ نفر سمت استانداری مازندران را بر عهده داشتند و پس از انقلاب نیز تاکنون ۲۳ جابجایی در این سمت انجام شده‌است.

## فهرست
| نام                        | شروع             | پایان            | مدت             | دوره                          |
| -------------------------- | ---------------- | ---------------- | --------------- | ----------------------------- |
| حکومت پهلوی                |                  |                  |                 |                               |
| سید محسن نصر               | ۳۱ خرداد ۱۳۲۳    | مهر ۱۳۲۴         |                 | محمد ساعد                     |
| سیف‌الله نواب               | ۴ مهر ۱۳۲۴       |                  |                 | محسن صدر                      |
| سعید سمیعی                 | ۱۳ آبان ۱۳۲۵     | ۳ شهریور ۱۳۲۶    |                 | احمد قوام                     |
| سرگرد عباس حشمتی           | ۳ شهریور ۱۳۲۶    | مرداد ۱۳۲۸       |                 | احمد قوام                     |
| عیسی سروش                  | ۲۷ مرداد ۱۳۲۸    |                  |                 | محمد ساعد                     |
| سرتیپ محمدعلی صفاری        |                  |                  |                 |                               |
| حسین مهیمن                 | ۳ شهریور ۱۳۳۰    | ۱۳۳۱             |                 | محمد مصدق                     |
| هادی اشتری                 | مهر ۱۳۳۲         | ۱۳۳۴             |                 | فضل‌الله زاهدی                 |
| محمد ذوالفقاری             | ۱۴ دی ۱۳۳۶       | ۱۳۳۷             |                 | منوچهر اقبال                  |
| احمدعلی بنی‌آدم             |                  | ۳۱ اردیبهشت ۱۳۴۰ |                 |                               |
| عبدالجواد داناپور          | ۳۱ اردیبهشت ۱۳۴۰ | ۱۷ تیر ۱۳۴۳      |                 | علی امینی                     |
| ناصر صدر تبریزی            | ۱۷ تیر ۱۳۴۳      |                  |                 | حسنعلی منصور                  |
| شجاع‌الدین ملایری           | ۱ خرداد ۱۳۴۶     | خرداد ۱۳۴۷       |                 | امیرعباس هویدا                |
| مهدی شیبانی                | خرداد ۱۳۴۷       | ۱۳۵۲             |                 | امیرعباس هویدا                |
| هوشنگ سمیعی                | ۱۷ آذر ۱۳۵۴      | اواخر ۱۳۵۷       | ۱ سال           | امیرعباس هویدا، جمشید آموزگار |
| جمهوری اسلامی ایران        |                  |                  |                 |                               |
| سیداحمد طباطبایی           | ۲۷ اسفند ۱۳۵۷    | ۲۷ مهر ۱۳۵۸      | ۷ ماه           | دولت موقت                     |
| سیدرضا بوشهری (سرپرست)     | ۲۸ مهر ۱۳۵۸      | ۱۵ آبان ۱۳۵۸     | ۲۷ روز          | شورای انقلاب                  |
| رحیم رفیعی‌پور              | ۱۶ آبان ۱۳۵۸     | ۱۹ آذر ۱۳۵۸      | ۳۴ روز          | شورای انقلاب                  |
| عبدالعلی مصحف              | ۱۹ آذر ۱۳۵۸      | ۱۳ مهر ۱۳۵۹      | ۹ ماه و ۱۴ روز  | ابوالحسن بنی‌صدر               |
| مرتضی حاجی (دوره اول)      | ۱۴ مهر ۱۳۵۹      | ۲۹ خرداد ۱۳۶۱    | ۱۸ ماه و ۱۵ روز | ‌میرحسین موسوی                 |
| محمد مجدآرا                | ۳۰ خرداد ۱۳۶۱    | ۲۰ آذر ۱۳۶۳      | ۲۹ ماه و ۲۰ روز | سید علی خامنه‌ای               |
| سید علی‌اکبر طاهایی         | ۲۱ آبان ۱۳۶۳     | ۳۰ فروردین ۱۳۶۵  | ۱۷ ماه و ۱۲ روز | سید علی خامنه‌ای               |
| مرتضی حاجی (دوره دوم)      | ۳۱ فروردین ۱۳۶۵  | ۲۵ آذر ۱۳۶۸      | ۴۳ ماه و ۱۸ روز | سید علی خامنه‌ای               |
| سید اسماعیل مفیدی          | ۲۹ آذر ۱۳۶۸      | ۹ شهریور ۱۳۷۱    | ۳۳ ماه و ۱۲ روز | اکبر هاشمی رفسنجانی           |
| اصغر قربانی (سرپرست)       | ۱۰ شهریور ۱۳۷۱   | ۱۹ دی ۱۳۷۱       | ۴ ماه و ۱۵ روز  | اکبر هاشمی رفسنجانی           |
| داوود کشاورزیان            | ۲۰ دی ۱۳۷۱       | ۱۵ آذر ۱۳۷۲      | ۶ ماه و ۲۱ روز  | اکبر هاشمی رفسنجانی           |
| اصغر گرانمایه‌پور           | ۱۶ آذر ۱۳۷۲      | ۲۵ شهریور ۱۳۷۶   | ۴۵ ماه و ۹ روز  | اکبر هاشمی رفسنجانی           |
| داوود کشاورزیان (دورهٔ دوم) | ۲۶ شهریور ۱۳۷۶   | ۱۵ بهمن ۱۳۷۹     | ۳ سال ۵ ماه     | سید محمد خاتمی                |
| جعفر رحمان‌زاده             | ۱۷ بهمن ۱۳۷۹     | ۲۰ شهریور ۱۳۸۰   | ۷ ماه و ۱۸ روز  | سید محمد خاتمی                |
| غلامرضا انصاری             | ۲۱ شهریور ۱۳۸۰   | ۱۱ آذر ۱۳۸۲      | ۲۶ ماه و ۲۴ روز | سید محمد خاتمی                |
| محمدعلی پنجه فولادگران     | ۱۲ آذر ۱۳۸۲      | ۱۹ مرداد ۱۳۸۴    | ۲۰ ماه و ۸ روز  | سید محمد خاتمی                |
| محمدرضا صالحی (سرپرست)     | ۲۰ مرداد ۱۳۸۴    | ۲۶ آذر ۱۳۸۴      | ۴ ماه و ۷ روز   | محمود احمدی‌نژاد               |
| ابوطالب شفقت               | ۲۷ آذر ۱۳۸۴      | ۸ تیر ۱۳۸۷       | ۳۰ ماه و ۱۲ روز | محمود احمدی‌نژاد               |
| سید محمد کریمی             | ۹ تیر ۱۳۸۷       | ۲۰ آبان ۱۳۸۸     | ۱۶ ماه و ۱۱ روز | محمود احمدی‌نژاد               |
| سید علی‌اکبر طاهایی         | ۲۰ آبان ۱۳۸۸     | ۱۷ شهریور ۱۳۹۲   | ۴ سال           | محمود احمدی‌نژاد               |
| ربیع فلاح جلودار           | ۱۷ شهریور ۱۳۹۲   | ۷ آبان ۱۳۹۶      | ۴ سال و ۱۹ روز  | حسن روحانی                    |
| محمد اسلامی                | ۷ آبان ۱۳۹۶      | ۲۸ مهر ۱۳۹۷      | ۱ سال           | حسن روحانی                    |
| احمد حسین‌زادگان (سرپرست)   | ۲۹ مهر ۱۳۹۷      | ۷ آذر ۱۳۹۷       | ۱ ماه و ۸ روز   | حسن روحانی                    |
| احمد حسین‌زادگان            | ۷ آذر ۱۳۹۷       | ۱۶ آبان ۱۴۰۰     | ۳۵ ماه و ۹ روز  | حسن روحانی                    |
| سید محمود حسینی‌پور         | ۱۶ آبان ۱۴۰۰     | ۲ اردیبهشت ۱۴۰۳  | ۲ سال و ۷ ماه   | سید ابراهیم رئیسی             |
| یوسف نوری                  | ۲ اردیبهشت ۱۴۰۳  | ۴ آذر ۱۴۰۳       | ۷ ماه و ۲ روز   | سید ابراهیم رئیسی             |
| مهدی یونسی رستمی           | ۴ آذر ۱۴۰۳       | متصدی            |                 | مسعود پزشکیان                 |